# Grania vikinga
Grania vikinga är en ringmaskart som beskrevs av Rota och Erseus 2003. Grania vikinga ingår i släktet Grania och familjen småringmaskar. Arten är reproducerande i Sverige. Inga underarter finns listade i Catalogue of Life.